# فريديريك أنطون
فريديريك أنطون (بالفرنسية: Frédéric Anton)‏ هو طاهي فرنسي، ولد في 15 أكتوبر 1964 في نانسي في فرنسا.